# Дінський район
Дінський район — муніципальне утворення в складі Краснодарського краю. Розташований в центральній частині Краснодарського краю. Адміністративний центр району — станиця Дінська, заснована в 1794 році, розташована за 25 км від міста Краснодара. Населення району — 120 тисяч осіб (на 1 січня 2006 року), площа — 136 196 гектарів. У район входить 10 сільських округів, що включає 27 населених пунктів.
Район має кордон з містом Краснодар, Усть-Лабинським, Корєновським, Тимашевським, Калінінским районами краю і по річці Кубань з Адигеєй.

## Адміністративно-територіальний поділ
До району входить 10 сільських поселень, які включають 27 населених пунктів.
| Назва МУ                             | Площа (км²) | Населення (тис. осіб) | Населенні пункти                                                                        |
| ------------------------------------ | ----------- | --------------------- | --------------------------------------------------------------------------------------- |
| Дінське сільське поселення           | 16,49       | 36,05                 | станиця Дінська , селище Український                                                    |
| Новотитарівське сільське поселення   | 27,585      | 24,909                | станиця Новотитарівська, селище імені К.Маркса                                          |
| Васюринське сільське поселення       | 72,23       | 13,20                 | станиця Васюринська                                                                     |
| Нововеличковське сільське поселення  | 29,29       | 10,99                 | станиця Нововеличковська, станиця Воронцовська, селище Найдорф, селище Дальний          |
| Старомишастовське сільське поселення | 10,92       | 10,74                 | станиця Старомишастовська                                                               |
| Пластуновское сільське поселення     | 12,50       | 9,66                  | станиця Пластуновська                                                                   |
| Мічурінське сільське поселення       | 58,18       | 6,63                  | селище Агроном, селище Зарождення, селище Кочетинський, селище Янтарний, селище Вишняки |
| Южно-Кубанське сільське поселення    | 13,63       | 4,5                   | селище Южний                                                                            |
| Красносельське сільське поселення    | 19,30       | 3,00                  | село Красносельське                                                                     |
| Первореченське сільське поселення    | 79,4        | 2,87                  | село Первореченське                                                                     |